# Oleksandrivka, Ripkî
Oleksandrivka (în ucraineană Олександрівка) este un sat în comuna Oleșnea din raionul Ripkî, regiunea Cernihiv, Ucraina.

## Demografie
Componența lingvistică a localității Oleksandrivka
     Ucraineană (94,78%)
     Rusă (4,67%)
     Alte limbi (0,55%)
Conform recensământului din 2001, majoritatea populației localității Oleksandrivka era vorbitoare de ucraineană (94,78%), existând în minoritate și vorbitori de rusă (4,67%).